# Niederstotzingen
Niederstotzingen este un oraș din landul Baden-Württemberg, Germania.

## Personalități născute aici
- Julius Roger (1819 - 1865), medic, folclorist.

1. ↑   http://www.statistik.baden-wuerttemberg.de/BevoelkGebiet/Bevoelkerung/01515020.tab?R=GS135027 Lipsește sau este vid: |title= (ajutor)